# Jef Last
Josephus Carel Franciscus (Jef) Last (Den Haag, 2 mei 1898 – Laren, 15 februari 1972) was een Nederlandse revolutionair, dichter, prozaschrijver, vertaler en reiziger. 
Jef Last kwam uit een katholiek milieu. Hij ging Chinese letteren studeren in Leiden, maar brak zijn studie na enkele jaren af. Aanvankelijk ging hij werken als assistent-bedrijfsleider van de ENKA in Ede. Dat botste echter met zijn sterke politieke bewogenheid; hij was al jong lid geworden van de Sociaal-democratische Arbeiderspartij en de Arbeiders Jeugdcentrale. Hij nam ontslag en begon aan een avontuurlijk leven waarin hij veel reisde. In de tweede helft van de jaren twintig begon hij aan zijn schrijverscarrière. Aanvankelijk schreef hij vooral gedichten. Zijn debuut was de dichtbundel Bakboordslichten (1926). Ook zijn geschriften getuigen van zijn politieke bewogenheid; zijn gedichten waren uitgesproken links en revolutionair van signatuur. Vanaf 1930 begon Jef Last de aandacht te trekken met ruim opgezette romans en verkreeg hij landelijke bekendheid met Partij remise (1933) en Zuiderzee (1934), die beide beschouwd kunnen worden als voorbeelden van nieuwe zakelijkheid in de Nederlandse literatuur en Een huis zonder vensters (1935). 
Last verliet de - in zijn ogen - revisionistische sociaaldemocratie om lid te worden van Sneevliets Revolutionair-Socialistische Arbeiderspartij. Met zijn vriend André Gide reisde hij in de zomer van 1936 naar de Sovjet-Unie. Het tweetal - deel van een hoofdzakelijk Frans gezelschapje van politieke meelopers - werd groots ontvangen, maar doorzag de georganiseerde hulde en keerde ontgoocheld terug naar het westen. Veel later zou Last een boek schrijven over zijn vriendschap met Gide. In datzelfde jaar verscheen zijn dichtbundel De bevrijde Eros, waarin zijn homoseksuele kant duidelijk naar voren trad. 
Last streed mee in de Spaanse Burgeroorlog in de Internationale Brigades, waar hij aan de zijde van de wettige regering van de Spaanse republiek zou vechten, tegen de fascistische partij van generaal Franco. Daardoor verloor hij zijn Nederlanderschap wegens krijgsdienst voor een vreemde mogendheid. Kort na de Tweede Wereldoorlog kreeg hij het weer terug.
Het eind van de jaren dertig was weer een periode van sterke literaire activiteit van Jef Last. Met zijn romans De Spaansche tragedie, De laatste waarheid en De vliegende Hollander timmerde hij weer aan de weg, evenals met het in 1941 verschenen boek Elfstedentocht.
In mei 1940, moest Jef Last als oud-Spanje-strijder direct onderduiken, maar indien nodig kon hij terecht bij zijn vriend en uitgever George Kroonder in Bussum. Zo gaf de illegale Bayard Pers begin '45, in een oplage van 350 exx. de bundel Tau Kho Tau uit: ‘De weg die het past te gaan, is niet de gewone weg’, de drukker was: C. Visser te Huizen en Johan van Eikeren verzorgde de typografie. (De Jong 486)
Tijdens de Tweede Wereldoorlog was hij, in 1941, mede-oprichter van de ISB-versie (Internationale Socialistische Beweging) van het verzetsblad De Vonk, niet te verwarren met het gelijknamige verzetsblad van de CPH (Communistische Partij Holland), dat na de oorlog nog tot 1952 werd voortgezet als De Vlam.
Jef Last woonde van 1950 tot 1953 in Indonesië en met name in Singaraja (Bali), waar hij als leraar aan een middelbare school werkte. Hij was bevriend met president Soekarno en met Mohammed Hatta.

## Familie
Last was vanaf 1923 gehuwd met Ida ter Haar, van wie hij scheidde en met wie hij later opnieuw huwde. Zij hadden drie dochters. Last was biseksueel. Hij was mede-oprichter van de emancipatoir-homoseksuele Shakespeareclub, de voorloper van het COC. Ook in zijn poëzie en proza verwerkte hij al vroeg homoseksuele elementen.
De laatste jaren van zijn leven bracht hij door in het Rosa Spier Huis in Laren. Na zijn overlijden werd zijn lichaam ter beschikking gesteld van de wetenschap. 

## Werk
- 1926 - Bakboordslichten (gedichten)
- 1930 - Branding
- 1930 - Kameraden! (gedichten)
- 1930 - Marianne
- 1932 - Liefde in de portieken
- 1932 - Verleden tijd (gedichten)
- 1933 - Het stalen fundament. Reportage over 2500 k.m. zwerftochten door de Oeral
- 1933 - Onder de koperen ploert
- 1933 - Partij remise
- 1933 - Twee werelden (gedichten)
- 1933 - De vlucht van den opstandeling
- 1934 - Zuiderzee
- 1935 - Een huis zonder vensters
- 1935 - Voor de mast
- 1936 - Brieven uit Spanje
- 1936 - De bevrijde Eros. Een ketter in Moorenland en andere gedichten (gedichten)
- 1936 - Een flirt met den duivel
- 1937 - Bloedkoraal (gedichten)
- 1937 - In de loopgraven voor Madrid
- 1937 - De Spaansche tragedie
- 1938 - De laatste waarheid
- 1939 - Kruisgang der jeugd (met Harry Wilde)
- 1939 - De vliegende Hollander
- 1940 - Kinderen van de middernachtzon
- 1940 - Onvoldoende voor de liefde
- 1941 - Van een jongen die een man werd deel I en II (jeugdwerk uit 1919, destijds niet gepubliceerd)
- 1941 - Elfstedentocht
- 1942 - Leeghwater maalt de meren leeg
- 1945 - Tau Kho Tau (gedichten), voorjaar '45, Bayard Pers, Bussum
- 1945 - Een socialistische renaissance
- 1945 - Het eerste schip op de Newa
- 1946 - Oog in oog (gedichten)
- 1947 - Vingers van de linkerhand
- 1949 - In de zevende hemel
- 1950 - Schuim op de kust
- 1951 - De rode en de witte lotus
- 1953 - Inleiding tot het denken van Confucius
- 1954 - Djajaprana. Tragedie naar een Balisch gegeven
- 1955 - Bali in de kentering
- 1956 - Zo zag ik Indonesië
- 1957 - Een lotje uit de loterij
- 1958 - I Bontot en I Koese. De avonturen van twee Balische jongens (samen met Udeyana Pandji Tisna)
- 1959 - Lu Hsün. Dichter und Idol
- 1960 - Japan in kimono en overall
- 1960 - Tegen de draad (gedichten)
- 1960 - Vloog een bloesem terug naar haar tak
- 1962 - De Spaanse tragedie
- 1962 - Golven der Gele Rivier
- 1962 - De jeugd van Judas
- 1965 - China, land van de eeuwige omwenteling
- 1966 - De tweede dageraad van Japan
- 1966 - Mijn vriend André Gide
- 1967 - Rinus van der Lubbe, doodstraf voor een provo (bewerkte heruitgave van Kruisgang der jeugd)
- 1968 - Strijd, handel en zeeroverij. De Hollandse tijd op Formosa
- 1970 - Vuurwerk achter de Chinese muur
- 1972 - Tjoebek in het tijgerbos (kinderboek)
- 1973 - De zeven Caramboles (onder pseudoniem Co Mantjens, tweede druk ondertitel: De postume pornoroman van Jef Last)